# Потинджень
Потинджень, Потинджені (рум. Potângeni) — село у повіті Ясси в Румунії. Входить до складу комуни Мовілень.
Село розташоване на відстані 335 км на північ від Бухареста, 27 км на північний захід від Ясс.

## Населення
За даними перепису населення 2002 року у селі проживала 981 особа, усі — румуни. Усі жителі села рідною мовою назвали румунську.